# Diario de Pontevedra
O Diario de Pontevedra é um jornal espanhol publicado na cidade de Pontevedra desde 1968, propriedade desde 1999 do grupo El Progreso, que também publica El Progreso de Lugo.
É um jornal eminentemente local e provincial, centrado na região de Pontevedra. Tem filiais em Marín, Bueu, Poio, Sanxenxo, O Grove, Vilagarcía de Arosa, Caldas de Reis, Vigo, Lalín e A Estrada.

## História
No passado, houve vários jornais com o título de Diario de Pontevedra. Uma primeira publicação apareceu nas ruas em junho de 1879, sob a direção de Claudio Cuveiro, embora a publicação tivesse uma curta existência; cessou alguns anos mais tarde, em outubro. Em 1887, foi de novo publicado um jornal com o título Diario de Pontevedra. Originalmente uma publicação próxima do Partido Liberal, durante o período da Segunda República ocupou posições ultraconservadoras e passou a alinhar-se com o sector mais direitista do CEDA. Continuaria a ser publicado até 1939, sendo suspenso após o fim da guerra civil.
A 15 de setembro de 1963, este jornal foi recuperado para a cidade, nascido por iniciativa da Câmara de Comércio de Pontevedra. Emilio González de Hoz estava à frente do Conselho de Administração, com Enrique Paredes como Diretor. Esta publicação, contudo, deixou de ser publicada em setembro de 1967 devido a problemas financeiros.
A 2 de abril de 1968, os trabalhadores do Diario de Pontevedra, numa tentativa de tornar o jornal económica e comercialmente viável, criaram uma cooperativa de produção industrial. Esta fórmula foi mantida até o Diario ser incorporado no Grupo de Comunicação El Progreso.

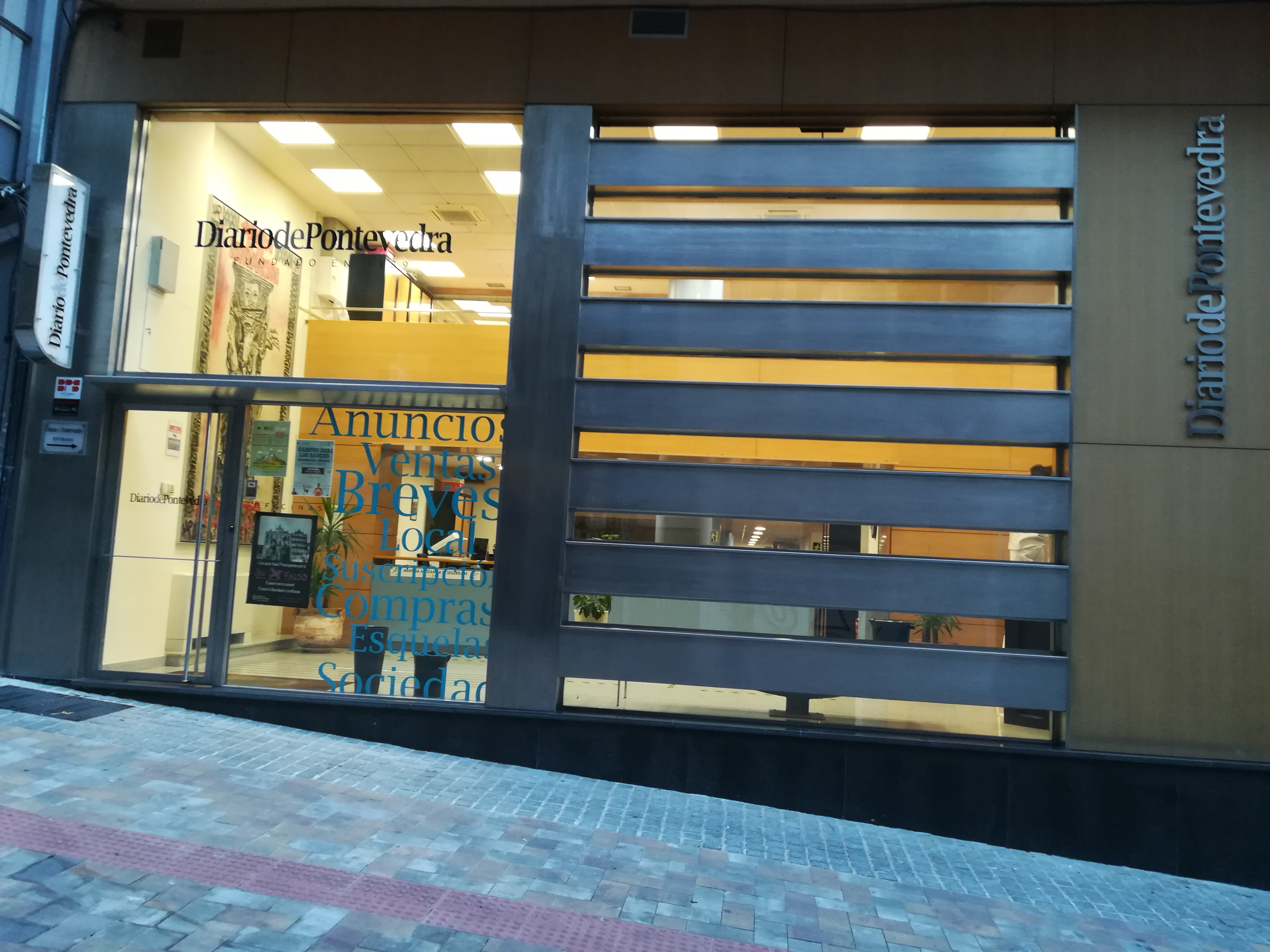
Sede do Diario de Pontevedra na Rua Lepanto 5

O Diario de Pontevedra, uma vez plenamente incorporado no grupo El Progreso, sob a presidência de Blanca García Montenegro, tornou-se num dos jornais de mais rápido crescimento em Espanha, dirigido por um grupo de jovens altamente qualificados em jornalismo bem como em gestão e marketing.

## Directores
- Pedro Antonio Rivas Fontenla (1968-1995)
- José Luís Adrio Poza (1995-2000)
- Antón Galocha (2000-2013)
- Pedro Antonio Pérez Santiago (2013-2016)
- Miguel Ángel Rodríguez (2016-presente)